# Final da Copa do Mundo FIFA de 1982
A final da Copa do Mundo FIFA de 1982 foi disputada em 11 de julho no Estádio Santiago Bernabéu, em Madrid.
A Itália venceu a Alemanha Ocidental por 3–1 e se tornou tricampeã do mundo, empatando em número de conquistas de Copa do Mundo com o Brasil. O italiano Paolo Rossi venceu a Chuteira de Ouro como melhor marcador do torneio e a Bola de Ouro como o melhor jogador do torneio (premiado pela primeira vez). O goleiro e capitão de 40 anos da Itália, Dino Zoff, se tornou o jogador mais velho a vencer a Copa do Mundo.
A arbitragem desse jogo ficou a cargo do brasileiro Arnaldo Cezar Coelho, que tornou-se o primeiro árbitro não europeu a apitar uma final de Copa do Mundo.

## Caminho Até a Final
| Pos. | Seleção  | Pts | J | V | E | D | GP | GC | SG |
| ---- | -------- | --- | - | - | - | - | -- | -- | -- |
| 1    | Polónia  | 4   | 3 | 1 | 2 | 0 | 5  | 1  | +4 |
| 2    | Itália   | 3   | 3 | 0 | 3 | 0 | 2  | 2  | 0  |
| 3    | Camarões | 3   | 3 | 0 | 3 | 0 | 1  | 1  | 0  |
| 4    | Peru     | 2   | 3 | 0 | 2 | 1 | 2  | 6  | –4 |

| Time               | Pts | J | V | E | D | GF | GC | SG |
| ------------------ | --- | - | - | - | - | -- | -- | -- |
| Alemanha Ocidental | 4   | 3 | 2 | 0 | 1 | 6  | 3  | +3 |
| Áustria            | 4   | 3 | 2 | 0 | 1 | 3  | 1  | +2 |
| Argélia            | 4   | 3 | 2 | 0 | 1 | 5  | 5  | 0  |
| Chile              | 0   | 3 | 0 | 0 | 3 | 3  | 8  | -5 |

| Time      | Pts | J | V | E | D | GF | GC | SG |
| --------- | --- | - | - | - | - | -- | -- | -- |
| Itália    | 4   | 2 | 2 | 0 | 0 | 5  | 3  | +2 |
| Brasil    | 2   | 2 | 1 | 0 | 1 | 5  | 4  | +1 |
| Argentina | 0   | 2 | 0 | 0 | 2 | 2  | 5  | -3 |

| Time               | Pts | J | V | E | D | GF | GC | SG |
| ------------------ | --- | - | - | - | - | -- | -- | -- |
| Alemanha Ocidental | 3   | 2 | 1 | 1 | 0 | 2  | 1  | +1 |
| Inglaterra         | 2   | 2 | 0 | 2 | 0 | 0  | 0  | 0  |
| Espanha            | 1   | 2 | 0 | 1 | 1 | 1  | 2  | -1 |

## Detalhes da partida
| 11 de julho de 1982 | Itália                                   | 3 - 1     | Alemanha     | Estádio Santiago Bernabéu, Madrid                       |
| 20:00               | Rossi 57' · Tardelli 69' · Altobelli 81' | Relatório | Breitner 83' | Público: 90 000 Árbitro: BRA Arnaldo Cezar Coelho (CBF) |

| Cores do Time · Cores do Time · Cores do Time · Cores do Time · Cores do Time | Itália | Alemanha Ocidental | Cores do Time · Cores do Time · Cores do Time · Cores do Time · Cores do Time |

| GK           | 1  | Dino Zoff (c)        |     |    |     |
| SW           | 7  | Gaetano Scirea       |     |    |     |
| CB           | 6  | Claudio Gentile      |     |    |     |
| CB           | 5  | Fulvio Collovati     |     |    |     |
| RWB          | 3  | Giuseppe Bergomi     |     |    |     |
| LWB          | 4  | Antonio Cabrini      |     |    |     |
| DM           | 13 | Gabriele Oriali      | 73' |    |     |
| CM           | 14 | Marco Tardelli       |     |    |     |
| RW           | 16 | Bruno Conti          | 31' |    |     |
| LW           | 19 | Francesco Graziani   |     | 7' |     |
| CF           | 20 | Paolo Rossi          |     |    |     |
| Substitutos: |    |                      |     |    |     |
| MF           | 15 | Franco Causio        |     |    | 89' |
| FW           | 18 | Alessandro Altobelli |     | 7' | 89' |
| Treinador:   |    |                      |     |    |     |
| Enzo Bearzot |    |                      |     |    |     |

| GK           | 1  | Harald Schumacher         |     |     |
| SW           | 15 | Uli Stielike              | 73' |     |
| CB           | 4  | Karlheinz Förster         |     |     |
| CB           | 5  | Bernd Förster             |     |     |
| RWB          | 20 | Manfred Kaltz             |     |     |
| LWB          | 2  | Hans-Peter Briegel        |     |     |
| CM           | 6  | Wolfgang Dremmler         | 61' | 62' |
| CM           | 3  | Paul Breitner             |     |     |
| RW           | 11 | Karl-Heinz Rummenigge (c) |     | 70' |
| LW           | 7  | Pierre Littbarski         | 88' |     |
| CF           | 8  | Klaus Fischer             |     |     |
| Substitutos: |    |                           |     |     |
| MF           | 10 | Hansi Müller              |     | 70' |
| FW           | 9  | Horst Hrubesch            |     | 62' |
| Treinador:   |    |                           |     |     |
| Jupp Derwall |    |                           |     |     |

| Árbitros assistentes: Abraham Klein (IFA) Vojtech Christov (CFS) | Regras de jogo: - 90 minutos - 30 minutos de prolongamento se necessário - Cinco substitutos mencionados, dos quais dois podem ser usados |